# Trichoniscus pseudopusillus
Trichoniscus pseudopusillus är en kräftdjursart som beskrevs av Arcangeli 1929C. Trichoniscus pseudopusillus ingår i släktet Trichoniscus och familjen Trichoniscidae. Inga underarter finns listade i Catalogue of Life.